# 伊東明 (心理学者)
伊東 明（いとう あきら、1969年 - ）は、日本の心理学者。

## 経歴・人物
早稲田大学政治経済学部卒業後、NTT勤務を経て、慶應義塾大学大学院社会学研究科にて博士号を取得したとされる。
株式会社東京心理コンサルティング代表取締役社長。 

## 著書
- 『恋愛と「好み」の心理学』三笠書房 知的生きかた文庫 1998
- 『恋愛科学講座』アスペクト 1999
- 『女にいらだつ男男にあきれる女 すれ違い会話に学ぶ心理学』扶桑社 2000　『女は男のどこを誤解するのか』三笠書房,王様文庫
- 『恋愛依存症 失われた愛情と心の傷を癒す』ベストセラーズ 2000　のち講談社＋α文庫
- 『「聞く技術」が人を動かす ビジネス・人間関係を制す最終兵器』光文社カッパ・ブックス 2001　のち知恵の森文庫
- 『質問にひとつ答えるごとに"新しいあなた"がみつかる本』扶桑社 2001
- 『やっかいな「女」を味方につける心理技術 女が怖くて会社に行けるか!』講談社 2001　『女性を動かすのがうまい人ヘタな人 「女ごころ」をつかむビジネス心理術』光文社知恵の森文庫
- 『恋ができないうまくいかないあなたのための恋愛心理学 恋するココロ&恋するカラダ37のレッスン』アスペクト 2002
- 『実戦コーチング・マニュアル 人を育て、動かし、戦力にする』ダイヤモンド社 2002
- 『好きになる理由好かれる理由』三笠書房 2002　『男と女「好かれる」心理「嫌われる」心理』知的生きかた文庫
- 『説得技術のプロフェッショナル』ダイヤモンド社 2002　『嫌われずに人を説得する技術』ちくま文庫
- 『ドリルで学ぶ恋愛学』扶桑社 2002
- 『恋愛力 眠っていた力を呼び覚ます111のエクササイズ』幻冬舎 2002
- 『恋の心理法則50』三笠書房,王様文庫　2003
- 『「人望」とはスキルである。 惹きつけ、動かし、成功を収める5大心理技術』光文社カッパ・ブックス 2003　のちＳＢ文庫、光文社知恵の森文庫
- 『「できない」が「やってみよう!」に変わる1分間思考改革術』講談社 2003　のち講談社＋α文庫
- 『女が28歳までに考えておきたいこと』三笠書房 2004　のち知的生きかた文庫
- 『口説きの心理セオリー66 読むだけでいつの間にかモテている!』扶桑社 2004
- 『「このひとこと」で絶対、恋はうまくいく! 愛される女になる会話の心理法則』青春出版社 2004
- 『サロン心理学 お客さまのココロをつかむ!』髪書房 2005
- 『なぜ「エライ人」は馬鹿になるのか?』サンマーク出版 2005
- 『男は3語であやつれる』PHP研究所 2006　のち文庫
- 『女が仕事について考えておきたいこと』三笠書房 2006　『あなたは仕事が楽しいA子さん?不満だらけのB子さん?』知的生きかた文庫
- 『「図解」他人を動かすのが上手な人の「心理術」 明日からすぐに、そしてずっと役に立つ!』PHP研究所 2006
- 『あなたの「キレイ」がめざめる本』PHP研究所 2007
- 『恋によく効く魔法のひと言』青春文庫　2007
- 『人間関係を劇的に改善させる魔法のことば』主婦と生活社 2007
- 『美人は「しぐさ」で作られる』ヴィレッジブックス 2007
- 『ほめる技術、しかる作法』PHP新書 2007
- 『もう1度行きたい美容室2度と行きたくない美容室 お客さまのココロをつかむ店・離れる店のここがポイント』髪書房 2007
- 『1を聞いて100を知れ! 他人より10倍速く成長する人の心理法則』プレジデント社 2008
- 『女は3語であやつれない 世界一わかりやすい「男と女の会話術」』PHP研究所 2008　『女性を味方にする言葉、敵にする言葉』PHP文庫
- 『自分を変える!脳内会話』大和書房 2008
- 『人生が劇的に上向く「脳内会話」の法則 成功も幸運も3語で手に入る』ダイヤモンド社 2008
- 『話し方を変えると男と女は、もっとうまくつき合える!』三笠書房,王様文庫　2008
- 『女が結婚するまでに考えておきたいこと "幸せ婚"を手に入れる絶対ルール』大和書房 2009
- 『「聞き出す」技術 つい、相手も話す気になる!』ダイヤモンド社 2009
- 『なぜか人気者になっちゃう!心理術』PHP研究所 心の友だち 2009
- 『絶対に影響力のある言葉 パワーワードが人生を変える』PHP新書 2010
- 『そのやり方では、もう部下はついてこない! 指導・育成の新ルール33』朝日新聞出版 2010
- 『人気企業を目指す人のためのハイレベル面接術 面接官の心の裏を知り尽くした心理学者が書いた! 「100人中の1人」になる極意』ダイヤモンド社 2010
- 『改癖術 クセを変えれば人生も変わる!』マガジンハウス 2011
- 『「悩むこと」が「楽しいこと」になる本 「悩む技術」完全マスター 心が軽くなる!結果を出す!将来のためになる!』講談社 2012
- 『人を傷つける女(ひと)の話し方、明るくする女(ひと)の話し方』PHP研究所 2013
- 『「中途ハンパ」は必ず直る! 「先のばし」の人生から、「やりとげる」人生へ』PHP研究所 2014
- 『気にしすぎ症候群』小学館新書 2015

### 共著
- 『人間関係をよくする講座』手塚貞治共著 かんき出版 1997
- 『サイコ・タフネス 不安をパワーに変える心理術』小林信也共著 ティビーエス・ブリタニカ 2000
- 『「心理戦」で絶対に負けない本 敵を見抜く・引き込む・操るテクニック』内藤誼人共著 アスペクト 2000
- 『心理戦の勝者 歴史が教える65の絶対法則』内藤誼人共著 講談社 2001
- 『「勝つ人財」になるセルフコーチング38 自分が輝き、人も動かせる!』主編 扶桑社 2002
- 『「聞く技術」が子どもを伸ばす!』河北隆子共著 PHP研究所 2003　のち文庫
- 『「心理戦」で絶対に負けない本 説得する・支配する・心を掴む 実戦編』内藤誼人共著 アスペクト 2003
- 『男をトリコにする恋セオリー39 銀座ホステス作家の小悪魔実践テクニック』蝶々共著 徳間書店 2004　のち集英社文庫
- 『ヌケガケしよっ! オンナ力がupする25の恋愛術』花津ハナヨ共著 竹書房　2005
- 『伊東明と小田原ドラゴンのモテ道を行け!!』扶桑社 2006
- 『「心理戦」で絶対に負けない本 勝者の法則編』内藤誼人共著 アスペクト 2006
- 『「困った人」の説得術』出口知史共著 日本経済新聞出版社 2011
- 『中学英語を一瞬でネイティブ英語に変える法 会話力が10倍高まる50のテクニック』ロス・パーディ共著 ダイヤモンド社 2013

### 翻訳
- ニコラス・ブースマン『90秒で"相手の心をつかむ!"技術』三笠書房 2001　のち知的生きかた文庫
- デヴィッド・リーバーマン『どんな相手でも味方につける最強の心理戦術』三笠書房 2002　のち知的生きかた文庫
- S.ロバーツ『「グズ病」が完全に治る本』三笠書房 2003　のち知的生きかた文庫
- マット・カーター『なぜあの人は、中学英語でもネイティブと仕事ができるのか?』監修・訳 ソフトバンク新書 2012